# Trumpetkoppel
Trumpetkoppel är en äldre kopplingsanordning för hopkoppling av fordon vid spårvägar och för lättare järnvägsfordon.

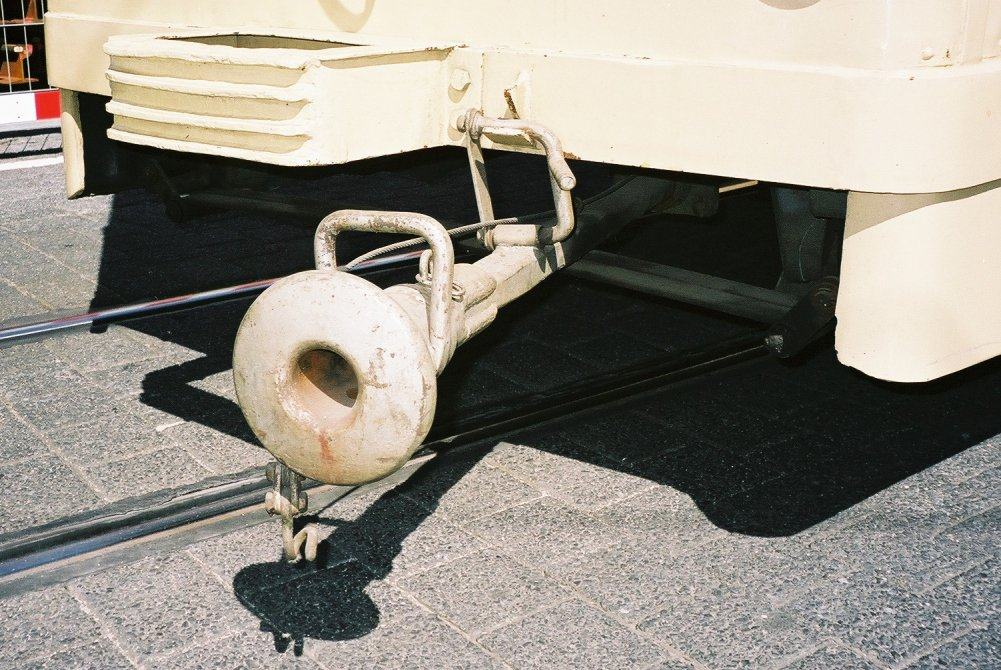
Trumpetkoppel på en veteranspårvagn i Darmstadt.

Koppeltypen är symmetrisk och kräver en lös länk mellan hål i stötplanen, vars utformning är som en rund platta, därav benämningen "trumpetkoppel". Länken säkras med sprint på vardera sidan av "trumpethuvudet". Länkens funktion är att överföra draglaster och stötplanens uppgift är att överföra tryckkrafter. 
Trumpetkoppel är svåra att hantera då den lösa länken med precision måste passas in vid hopkoppling. För detta krävs att kopplaren befinner sig mellan vagnarna och olycksrisken är hög. Koppeltypen ersattes senare med andra, säkrare, koppeltyper, som det manuella  Albertkopplet, det halvautomatiska Klemmings tvåkammarkoppel eller Scharfenbergs automatkoppel.